# باشگاه فوتسال شهید منصوری قرچک
باشگاه فوتسال شهید منصوری قرچک یکی از باشگاه‌های فعال فوتسال در کشور ایران است. بازی‌های خانگی شهید منصوری و تمرین‌های تیمی در سالن ۷ تیر قرچک که متعلق به اداره ورزش و جوانان شهرستان قرچک می‌باشد برگزار می‌شود.
چیپس کامل مرداد ماه ۱۴۰۰ با خرید امتیاز لیگ برتری منصوری قرچک کار خود را در لیگ برتر آغاز کرد.
تیم شهید منصوری در مرداد ۱۳۹۵ با واگذاری امتیاز خود به باشگاه فوتسال دانشگاه آزاد اسلامی به لیگ دسته اول فوتسال ایران سقوط کرد.
```
برخی از بازیکنان این تیم عبارت بودند از:محمد طاهری، مجتبی نصیرنیا، باقر محمدی، حمید نصیری، اسماعیل وطنخواه، علی رهنما، سید علی کیایی، مجید لطیفی، افشین کاظمی، سید مبین هاشمی، احمد علی‌نژاد، مهدی رضائیان، احمد اسماعیل پور
```

از چهره‌های نامدار این باشگاه می‌توان به محمد طاهری، مصطفی نظری، مهدی جاوید، احمد اسماعیل پور اشاره کرد.

## فصل ۱۳۹۰
در این فصل تیم شهید منصوری پس از اثبات تبانی تیم گیتی‌پسند اصفهان، با ۶۵ امتیاز قهرمان لیگ برتر فوتسال ایران شد.

## افتخارات
لیگ برتر فوتسال ایران
- قهرمانی لیگ برتر(۲) :  ۱۳۸۹، ۱۳۹۰
- نایب قهرمانی لیگ برتر  (۳): ۱۳۸۳، ۱۳۸۶، ۱۳۸۸